# Río Fenete
Le río Fenete est un cours d'eau de l'Amazonie vénézuélienne. Situé dans l'État d'Amazonas, il est un sous affluent de l'Orénoque et se jette en rive gauche dans le río Ventuari dont il est l'un des premiers affluents à proximité de Cabadisocaña. Il prend sa source dans le cerro Uemacho.